# Estado mínimo
Um Estado mínimo é aquele cujas funções são limitadas à proteção de seus cidadãos contra a violência, roubo, fraude, e ao cumprimento de contratos. A teoria política que defende tal forma de governo é denominada minarquismo.

## História
A concepção moderna do termo, popularizada na década de 70 por Robert Nozick no livro Anarchy, State, and Utopia (1974), remete ao conceito do liberalismo clássico de um governo limitado a funções protetivas. O governo do Reino Unido durante o século XIX foi descrito pelo historiador Charles Townshend como um exemplo de Estado mínimo. Nos Estados Unidos, essa forma de governo está associada ao libertarianismo e ao objetivismo. Em outros países, algumas formas de minarquismo também estão associadas a alguns socialistas libertários e a alguns libertários de esquerda.

### Etimologia
Em inglês, o termo night-watchman state (Estado do vigia noturno) é utilizado de forma intercambiável com minimum state (Estado mínimo). O termo deriva da palavra alemã Nachtwächterstaat, que foi cunhada pelo socialista alemão Ferdinand Lassalle em um discurso de 1862 em Berlin onde criticava o governo limitado defendido pela burguesia liberal, comparando-o com um vigia noturno, cujo único trabalho é prevenir o roubo, e fazendo um trocadilho com o termo alemão Nachtwächter, que pode significar alguém incompetente ou estúpido. O termo ganhou popularidade rapidamente, sendo utilizado para descrever governos capitalistas.
Já o termo minarquismo é uma aglutinação de "mínimo" e "arquia". Arche (/ˈɑrki/; em grego clássico: ἀρχή) é uma palavra grega que pode significar "primeiro lugar, poder", "método de governo", "império, reino", "autoridades", ou "comando". O termo foi cunhado por Samuel Edward Konkin III em 1980, sendo comumente utilizado para descrever um Estado mínimo.